# Ernest Burkhart
Ernest George Burkhart, noto anche come Ernest George Burkhardt (Greenville, 11 settembre 1892 – Cleveland, 1º dicembre 1986) è stato un criminale e assassino statunitense, coinvolto nella famigerata strage degli Osage.
Agì come sicario all'interno dell'organizzazione criminale guidata da suo zio, William King Hale. Nel 1926 fu condannato all’ergastolo per l’omicidio di William E. Smith. Dopo aver ottenuto la libertà condizionale nel 1937, tornò in carcere nel 1940 per aver svaligiato la casa della sua ex cognata. Fu rilasciato definitivamente nel 1959 e, nel 1966, ricevette la grazia dal governatore dell’Oklahoma, Henry Bellmon, nonostante il suo ruolo centrale nei crimini contro la Nazione Osage.

## Biografia
Ernest George Burkhart nacque l’11 settembre 1892 a Greenville, in Texas, figlio di un povero coltivatore di cotone. Era nipote di William King Hale. Nel 1912, all’età di diciannove anni, si trasferì nel ranch dello zio a Fairfax, nella contea di Osage, attratto dalle opportunità economiche offerte dalla recente scoperta del petrolio nella zona.

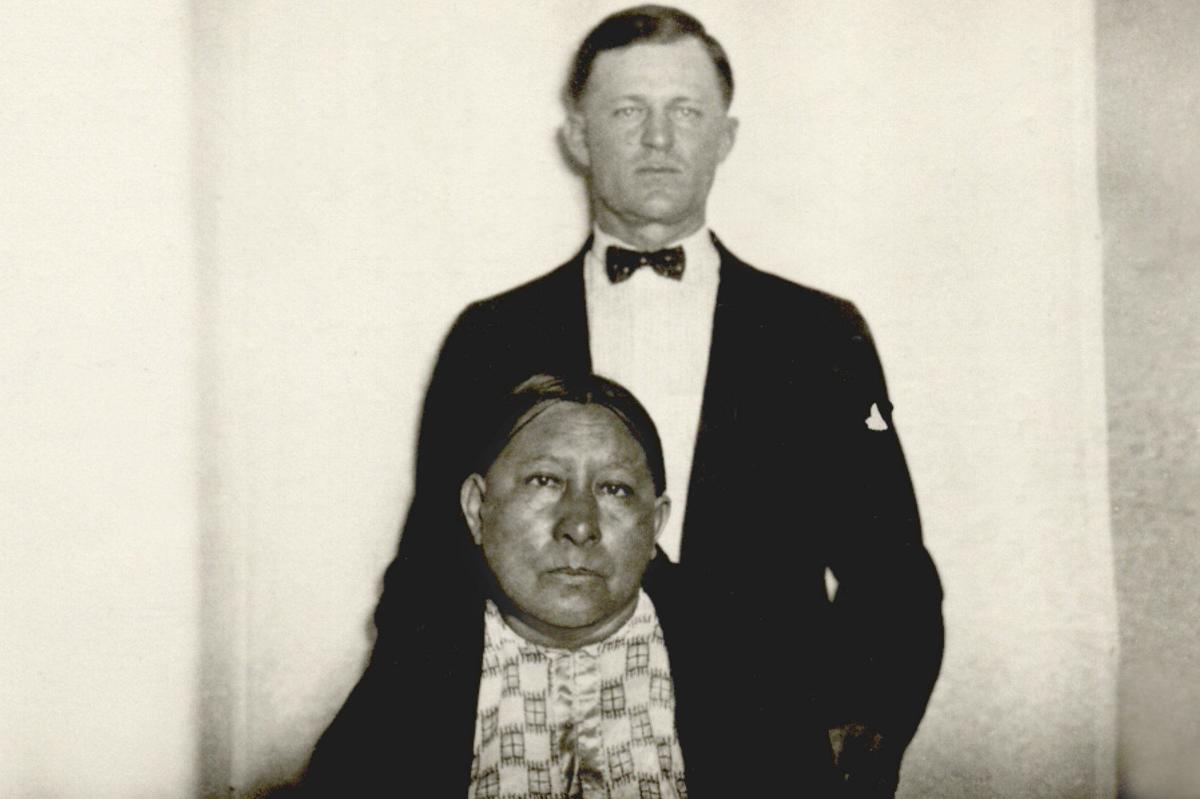
Ernest e Mollie

Nel 1917, Burkhart sposò una donna osage di nome Mollie Kyle. Col tempo, architettò un piano per ucciderla e impossessarsi dei diritti ereditari e delle rendite petrolifere (headright) della famiglia Kyle, che all’epoca ammontavano a circa 7 milioni di dollari (equivalenti a circa 172 milioni nel 2024).
Dal matrimonio con Mollie nacquero tre figli: Elizabeth (1918–2006), James detto "Cowboy" (1920–1990) e Anna (1922–1926).

## Gli omicidi
William King Hale, insieme ai suoi nipoti Ernest e Byron Burkhart, orchestrò una serie di omicidi contro diversi membri della Nazione Osage, con l'obiettivo di impossessarsi dei loro diritti petroliferi (headright). Il piano prese forma dopo che Ernest sposò Mollie Kyle, un’ereditiera Osage.
- Il 27 maggio 1921, Hale assunse Kelsie Morrison per uccidere Anna Brown, sorella di Mollie. Il corpo di Anna fu ritrovato vicino a un burrone. Morrison confessò in seguito l’omicidio, dichiarando di aver agito su ordine di Hale in cambio della cancellazione di un debito di 600 dollari. L’eredità di Anna ammontava a 100.000 dollari (circa 2 milioni nel 2024), metà dei quali passarono alla madre Lizzie Q, che morì 60 giorni dopo in circostanze sospette. Le restanti quote furono ereditate da Mollie, Rita Smith e Grace Bigheart.[3]
- Poco dopo l’omicidio di Anna, un cugino di Mollie, Charles Whitehorn, fu ucciso a colpi d’arma da fuoco.
- Due mesi più tardi, a luglio del 1921, anche la madre di Mollie, Lizzie Q, morì nella casa dei Burkhart, probabilmente avvelenata. Il suo patrimonio era stimato intorno ai 250.000 dollari (equivalenti a circa 6 milioni nel 2024).[4]
- Nel tardo 1921, un altro Osage, Joe Grayhorse, morì subito dopo aver concluso un affare con Hale; il corpo fu ritrovato nei pressi di Pawhuska.
- Il 26 marzo 1922, Anna Sanford morì in circostanze misteriose dopo essersi sposata con Tom McCoy, il quale, poco dopo, convolò a nozze con la nipote di Hale.[3]
- Nello stesso anno, Minnie Kile, un’altra sorella di Mollie e moglie di William E. Smith (detto Bill), morì anche lei in condizioni sospette.
- Il 15 gennaio 1923, un altro cugino di Mollie, Henry Roan, fu trovato morto con un colpo di pistola alla testa, dentro la sua auto, nei pressi di Fairfax. Hale possedeva una polizza sulla vita di Roan del valore di 25.000 dollari (circa 595.000 nel 2023) e, ironicamente, servì anche come portatore della bara al funerale. Fu poi condannato per questo omicidio.[1]
- Sempre nel 1923, George Bigheart fu avvelenato con del whiskey contaminato e portato da Hale ed Ernest in ospedale a Oklahoma City.[3] Lì chiese di incontrare il suo avvocato, William Vaughn, che fu trovato morto il giorno seguente, ucciso lungo i binari della ferrovia nei pressi di Pawhuska. Anche Bigheart morì poco dopo.[3]
- Il 10 marzo 1923, la sorella di Mollie, Rita Smith, suo marito William E. Smith (che aveva precedentemente sposato un'altra sorella di Mollie, Minnie) e la domestica Nettie Brookshire morirono nell’esplosione della loro casa, fatta saltare in aria. Mollie ereditò i diritti petroliferi di Rita.[3][4]

In seguito, Mollie mostrò sintomi da avvelenamento. Scoprì che il colpevole era proprio suo marito, Ernest Burkhart. Dopo l’attentato alla casa della sorella, si trasferì a Pawhuska e si ristabilì completamente. Divorziò da Ernest nel 1926, e i suoi beni furono trasmessi ai figli. Si sospetta che il piano originale di Hale comprendesse anche l’eliminazione di Mollie, Ernest e dei loro figli, con l’obiettivo finale di accaparrarsi l’intera fortuna della famiglia Kile-Burkhart.

## Arresto e processo

### L'arresto
Un mandato di arresto per William King Hale ed Ernest Burkhart fu emesso il 4 gennaio 1926, con l'accusa dell’omicidio di Bill e Rita Smith. Ernest fu catturato immediatamente, mentre Hale inizialmente fece perdere le sue tracce. Secondo quanto riportato dallo scrittore David Grann, Hale si consegnò alle autorità poco dopo, apparendo in pubblico con un completo elegantissimo, scarpe lucidate a specchio, cappello di feltro e un cappotto impreziosito da una spilla massonica tempestata di diamanti sul bavero.
Nonostante le accuse, Hale continuò a dichiararsi innocente. Per questo, gli agenti federali concentrarono i loro sforzi su Ernest, che alla fine crollò e accettò di collaborare con la giustizia. Decisivo fu il confronto con Blackie Thompson, un fuorilegge già in custodia per l’omicidio di un agente di polizia, che si dichiarò pronto a testimoniare che Ernest aveva cercato di ingaggiarlo per compiere gli omicidi. Anche dopo la testimonianza di Ernest contro di lui, Hale continuò a proclamarsi innocente.

### Il processo
Nel luglio del 1926, William King Hale fu processato insieme a John Ramsey, uno dei suoi complici nella strage degli Osage, per l’assassinio di Henry Roan. Il processo si svolse presso il tribunale federale di Guthrie, in Oklahoma, dopo che la Corte Suprema degli Stati Uniti, con il caso "Stati Uniti contro Ramsey" (1926), stabilì che i tribunali federali avevano giurisdizione sulla vicenda. Al momento del processo contro Hale e Ramsey, Ernest Burkhart era già stato condannato all’ergastolo dai tribunali dell’Oklahoma per il suo coinvolgimento nei crimini.
Dopo la condanna per omicidio, nell’ottobre del 1929 Hale fu trasferito al penitenziario federale di Leavenworth, in Kansas. Burkhart, invece, era già stato incarcerato presso il penitenziario statale dell’Oklahoma a McAlester, dopo essere stato dichiarato colpevole il 21 giugno 1926.

## Ultimi anni e morte

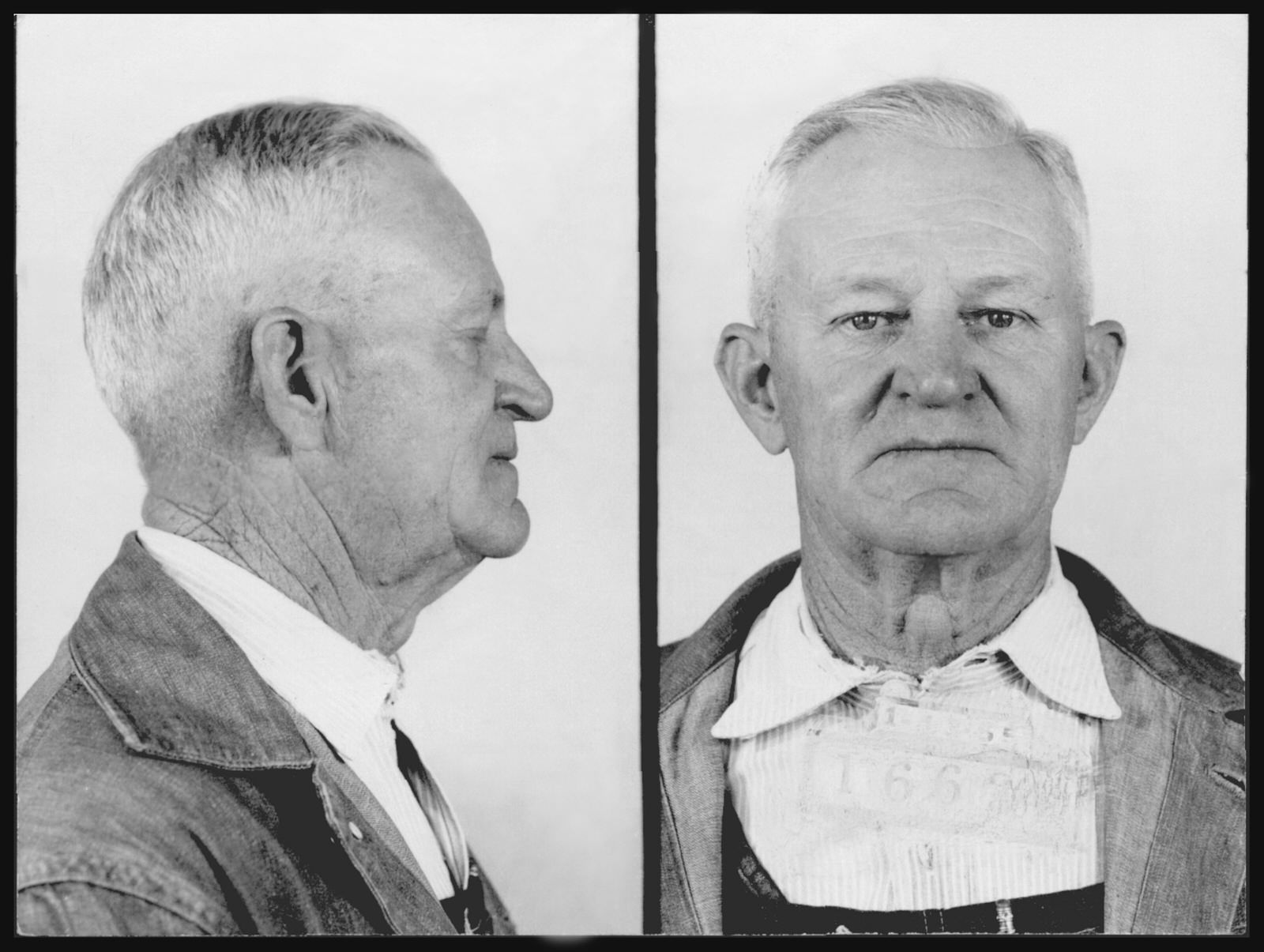
Ernest Burkhart nel 1959

Ernest Burkhart fu rilasciato in libertà condizionata nel 1937, dopo aver scontato 11 anni di carcere. Solo tre anni dopo, insieme a una donna di nome Clara Mae Goad, rapinò la casa della sua ex cognata, sottraendo 7.000 dollari (l'equivalente di circa 157.000 dollari nel 2024). I due furono rapidamente arrestati e condannati per furto aggravato a livello federale. Nel 1940, Burkhart ricevette una nuova condanna a sette anni di prigione e la revoca della libertà vigilata. Nel 1959 fu nuovamente rilasciato e, sorprendentemente, nel 1966 ricevette la grazia dal governatore dell’Oklahoma, Henry Bellmon, per il suo coinvolgimento negli arresti relativi alla strage degli Osage. La decisione fu presa con una votazione risicata (3 a 2) dalla Commissione per la Grazia e la Libertà Condizionata dell’Oklahoma.
Dopo il rilascio definitivo, Burkhart tornò nella contea di Osage per vivere con suo fratello Byron. In seguito si trasferì a Cleveland, Oklahoma, dove visse in una roulotte infestata dai topi. Morì il 1° dicembre 1986, all’età di 94 anni, proprio nel giorno in cui la sua ex moglie Mollie Kyle avrebbe compiuto 100 anni. Nel testamento, Burkhart espresse il desiderio che le sue ceneri fossero disperse tra le colline degli Osage. Tuttavia, suo figlio James decise di “lanciarle giù da un ponte”, ignorando la volontà paterna.

## Nella cultura popolare

Ernest Burkhart (Leonardo DiCaprio) e Mollie Kyle (Lily Gladstone) in una scena del film.

Ernest Burkhart è una figura centrale nel libro Gli assassini della terra rossa, scritto da David Grann e pubblicato nel 2017. La sua storia è stata portata sul grande schermo nel 2023 con il film Killers of the Flower Moon diretto da Martin Scorsese, in cui il ruolo di Burkhart è stato interpretato da Leonardo DiCaprio.